# کلایه (الموت غربی)
سادات کلایه روستایی از توابع بخش رودبار شهرستان شهرستان قزوین در استان قزوین ایران است.

## جمعیت
این دهستان در الموت غربی و رودبار شهرستان همجوار روستای یارود قرار دارد و براساس سرشماری مرکز آمار ایران در سال ۱۳۸۵، جمعیت آن ۲۵۰ نفر (۴۰خانوار) بوده‌است.

## مردم
روستای سادات کلایه تنها دهستانی است که همگی از سادات حسینی میباشند و به زبان فارسی سخن می‌گویند.